# Kavalas internationella flygplats
Kavalas internationella flygplats "Alexander den store" (IATA: KVA, ICAO: LGKV) (grekiska: Κρατικός Αερολιμένας Καβάλας "Μέγας Αλέξανδρος") är en internationell flygplats i kommunen Dimos Nestos i Grekland. 
Den första flygplatsen i Kavala öppnade 1952 som Kavalas flygplats. Den flyttades 1981 till den nuvarande platsen.